# Xarxa sense fil
Les xarxes sense fil (en anglès wireless) són aquelles que es comuniquen per un medi de transmissió no guiat (sense cables) mitjançant ones electromagnètiques. La transmissió i la recepció es realitza a través d'antenes.
Tenen avantatges com ara la ràpida i fàcil instal·lació de la xarxa sense la necessitat de tirar cablejat, permeten la mobilitat i tenen menys costos de manteniment que una xarxa convencional. Les xarxes sense fils han possibilitat la substitució dels cables per ones de ràdio. D'aquesta
manera, s'eliminen els lligams i limitacions dels dispositius de connexió. En l'actualitat l'ús de xarxes sense fils, s'ha estès pels seus avantatges de mobilitat, flexibilitat i productivitat.

## Història
Per parlar de la història de les xarxes sense fils ens remuntarem al 1888 on el físic alemany Rudolf Hertz va realitzar la primera transmissió sense cables amb ones electromagnètiques mitjançant un oscil·lador que va usar com a emissor i un ressonador que feia el paper de receptor. Sis anys després, les ones de ràdio ja eren un mitjà de comunicació. El 1899 Guillem Marconi va aconseguir establir comunicacions sense fils a través del canal de la Mànega, entre Dover i Wilmereux i, el 1907, es transmetien els primers missatges complets a través de l'Atlàntic. Durant la Segona Guerra Mundial es van produir importants avenços en aquest camp. No va ser fins al 1971 quan un grup d'investigadors sota la direcció de Norman Abramson, a la Universitat de Hawaii, van crear el primer sistema de commutació de paquets mitjançant una xarxa de comunicació per ràdio, aquesta xarxa es diu ALOHA. Aquesta és la primera xarxa d'àrea local sense fils (WLAN), estava formada per 7 ordinadors situats en diferents illes que es podien comunicar amb un ordinador central al qual demanaven que realitzés càlculs.
Un dels primers problemes que van tenir i que té tot nou tipus de xarxa inventada, és el control d'accés al medi (MAC), és a dir, el protocol a seguir per evitar que les diferents estacions superposin els missatges entre si. Al principi es va solucionar fent que l'estació central emetés un senyal intermitent en una freqüència diferent a la de la resta d'ordinadors mentre estigués lliure, de manera que quan una de les altres estacions es disposava a transmetre, abans "escoltava" i se cerciorava que la central estava emetent aquest senyal per llavors enviar el seu missatge, ho van anomenar CSMA (Carrier Sense Multiple Access). Un any després Aloha es va connectar mitjançant ARPANET al continent americà. ARPANET és una xarxa d'ordinadors creada pel Departament de Defensa dels EUA com a mitjà de comunicació per als diferents organismes del país. Per a aconseguir que les xarxes sense fil es poguessin expandir sense problemes de compatibilitat calia establir uns estàndards, per això l'IEEE va crear un grup de treball específic per a aquesta tasca anomenat 802.11. Amb aquest estàndard es definiria l'ús del nivell físic i d'enllaç de dades de la xarxa (on entra el MAC esmentat anteriorment), especificant les seves normes de funcionament. D'aquesta manera l'únic que diferencia una xarxa sense fils d'una que no ho és, és com es transmeten els paquets de dades; la resta és idèntic. La conseqüència d'això és que el programari que vagi a funcionar amb la xarxa, no ha de tenir en compte quin tipus de xarxa és i que tots dos tipus de xarxes són totalment compatibles.
IEEE 802.11 defineix dos modes bàsics d'operació: ad-hoc i infraestructura. En el primer mode els terminals es comuniquen lliurement entre si, i se sol trobar en entorns militars, operacions d'emergència, xarxes de sensors, comunicació entre vehicles, etc. En el segon mode i majoritari, els equips estan connectats amb un o més punts d'accés normalment connectats a una xarxa cablejada que s'encarreguen del control d'accés al medi, i aquesta modalitat es pot trobar en llars, empreses i institucions públiques.

## Tipologia
Segons la grandària que té cada xarxa, és a dir, la seva cobertura, es poden classificar en diferents tipus:
- WPAN (Wireless Personal Area Network, Wireless PAN)

En aquest tipus de xarxa de cobertura personal, hi ha tecnologies basades en HomeRF (estàndard per connectar tots els telèfons mòbils de la casa i els ordinadors mitjançant un aparell central); Bluetooth (protocol que segueix l'especificació IEEE 802.15.1); ZigBee (basat en l'especificació IEEE 802.15.4 i utilitzat en aplicacions com la domòtica, que requereixen comunicacions segures amb taxa d'enviament de dades baixa i maximització de la vida útil de les seves bateries, baix consum); RFID (sistema remot d'emmagatzematge i recuperació de dades amb el propòsit de transmetre la identitat d'un objecte (similar a un número de sèrie únic) mitjançant ones de ràdio).

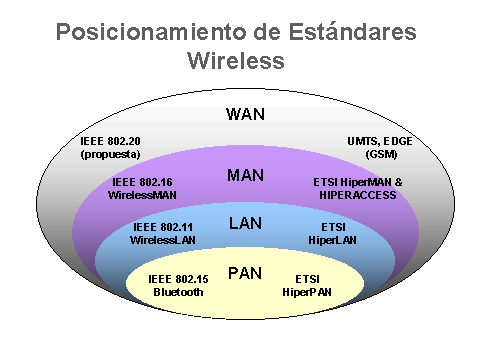
Cobertura i estàndards

- WLAN (Wireless Local Area Network, Wireless LAN)

En les xarxes d'àrea local podem trobar tecnologies sense fils basades en HiperLAN (de l'anglès, High Performance Radio LAN), un estàndard del grup ETSI, o tecnologies basades en Wi-Fi (Wireless-Fidelity), que segueixen l'estàndard IEEE 802.11 amb diferents variants.
- WMAN (Wireless Metropolitan Area Network, Wireless MAN)

Per xarxes d'àrea metropolitana trobem tecnologies basades en WiMax (Worldwide Interoperability for Microwave Access, és a dir, Interoperabilitat Mundial per Accés per Microones), un estàndard de comunicació sense fil basat en la norma IEEE 802.16. WiMax és un protocol semblant a Wi-Fi, però amb més cobertura i amplada de banda. També podem trobar altres sistemes de comunicació com LMDS (Local Multipoint Distribution Service).
- WWAN (Wireless Wide Area Network, Wireless WAN)

En aquestes xarxes trobem tecnologies com UMTS (Universal Mobile Telecommunications System), utilitzada amb els mòbils de tercera generació (3G) i successora de la tecnologia GSM (per mòbils 2G), o també la tecnologia digital per telèfons mòbils GPRS (General Packet Radio Service).

## Característiques
Segons el rang de freqüències utilitzat per transmetre, el medi de transmissió poden ser les ones de ràdio, les microones terrestres o per satèl·lit, i els infraroigs, per exemple. Depenent del medi, la xarxa sense fil tindrà unes característiques o unes altres:
Ones de ràdio: les ones electromagnètiques són omnidireccionals, de manera que no són necessàries les antenes parabòliques. La transmissió no és sensible a les atenuacions produïdes per la pluja ja que s'opera en freqüències no gaire elevades. En aquest rang es troben les bandes des de l'ELF que va de 3 a 30 Hz, fins a la banda UHF que va dels 300 als 3000 MHz.
Microones terrestres: s'utilitzen antenes parabòliques amb un diàmetre aproximat d'uns tres metres. Tenen un abast de quilòmetres, però amb el desavantatge que l'emissor i el receptor han d'estar perfectament alineats. Per això, s'acostumen a utilitzar en enllaços punt a punt a distàncies curtes. En aquest cas, l'atenuació produïda per la pluja és més important ja que s'opera a una freqüència més elevada. Les microones comprenen les freqüències des d'1 fins a 300 GHz.
Microones per satèl·lit: es fan enllaços entre dues o més estacions terrestres que s'anomenen estacions base. El satèl·lit rep el senyal (anomenat senyal ascendent) en una banda de freqüència, l'amplifica i el retransmet en una altra banda (senyal descendent). Cada satèl·lit opera en unes bandes concretes. Les fronteres freqüencials de les microones, tant terrestres com per satèl·lit, amb els infraroigs i les ones de ràdio d'alta freqüència es barregen bastant, de manera que pot haver-hi interferències amb les comunicacions en determinades freqüències.

Infraroigs: s'enllacen transmissors i receptors que modulen la llum infraroja no coherent. Han d'estar alineats directament o amb una reflexió en una superfície. No poden travessar les parets. Els infraroigs van des de 300 GHz fins a 384 THz.

## Aplicacions
- Les bandes més importants amb aplicacions sense fils, del rang de freqüències que comprenen les ones de ràdio, són la VLF (comunicacions en navegació i submarins), LF (ràdio AM d'ona llarga), MF (ràdio AM d'ona mitjana), HF (ràdio AM d'ona curta), VHF (ràdio FM i TV), UHF (TV).

- Mitjançant microones terrestres, hi ha diferents aplicacions sense fils basades en protocols com Bluetooth o ZigBee per a interconnectar ordinadors portàtils, PDAs, telèfons o altres aparells. També s'utilitzen les microones per a comunicacions amb radars (detecció de velocitat o altres característiques d'objectes remots) i per a la televisió digital terrestre.

- Les microones per satèl·lit s'utilitzen per a la difusió de televisió per satèl·lit, transmissió telefònica a llarga distància i en xarxes privades, per exemple.

- Els infraroigs tenen aplicacions com ara la comunicació a curta distància dels ordinadors amb els seus perifèrics. També s'utilitzen per a comandaments a distància, ja que així no interfereixen amb altres senyals electromagnètics, per exemple el senyal de televisió. Un dels estàndards més utilitzats per aquestes comunicacions és el IrDA (Infrared Data Association). Altres usos que tenen els infraroigs són tècniques com la termografia, la qual permet determinar la temperatura d'objectes a distància.